# 力量在於真理

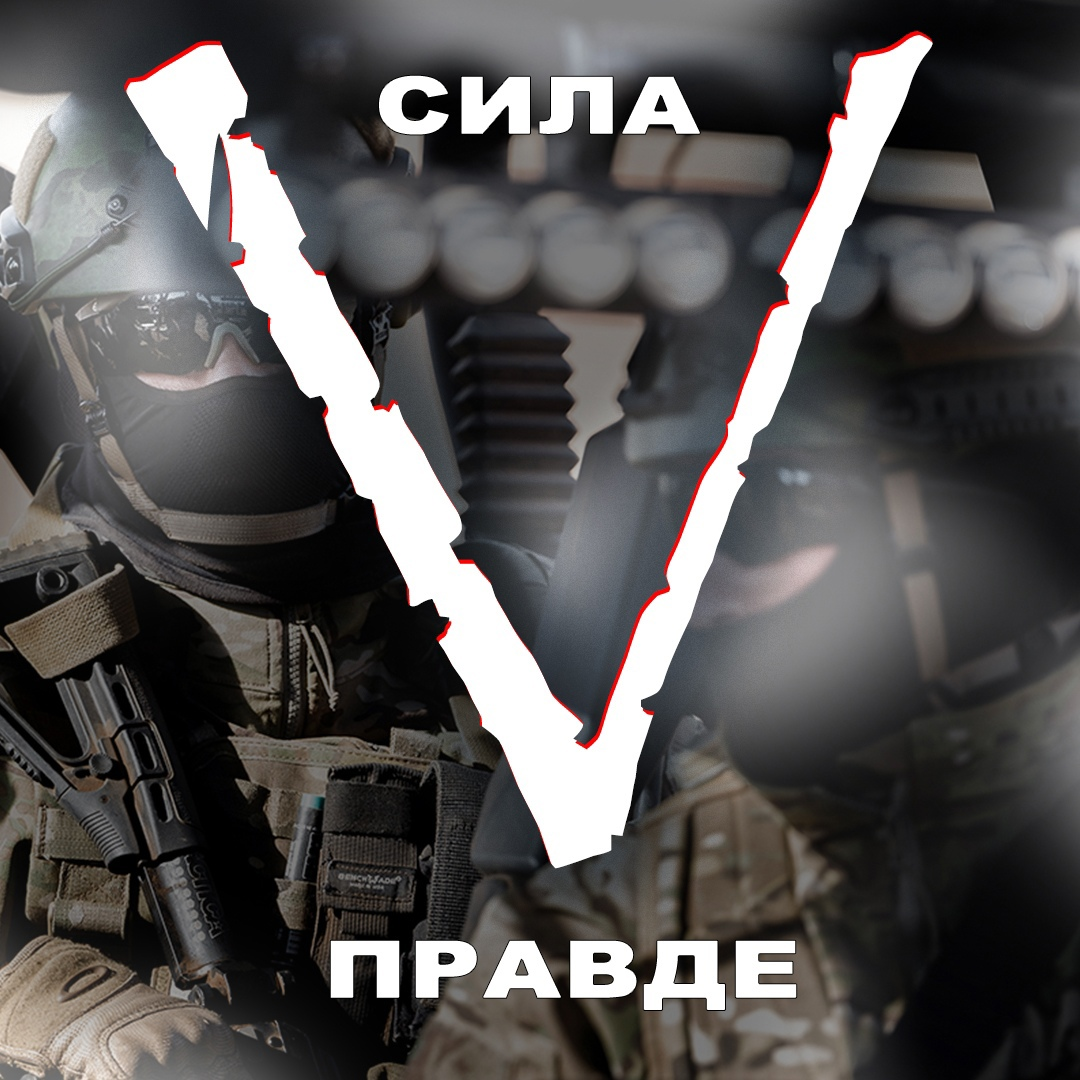
俄羅斯國防部宣傳海報，上面印有「V」符號及標語「力量在於真理」

力量在於真理（羅馬化：Sila v pravde），或譯真理的力量，是自21世紀初開始出現的俄羅斯流行語。這句話源於2000年俄羅斯警匪片《兄弟2》中主人公丹尼拉·巴格罗夫（小谢尔盖·博德罗夫飾）的臺詞。

## 歷史
「力量在於真理」這句臺詞的起源眾說紛紜，其中一種說法認為源於亚历山大·涅夫斯基的名言：「神不掌握力量，但掌握著真理」。這句話常被認為是亚历山大·苏沃洛夫說的。
2000年上映的電影《兄弟2》中，主人公丹尼拉·巴格罗夫說了這句臺詞。在电影中，男主角首先问他的兄弟：「兄弟，力量是甚麽？」他的兄弟回答說，力量在於金錢。之後在最後的一次對話中，巴格罗夫说出了这样的话：「告訴我，美國人，甚麽是力量？是錢嗎？我的兄弟說是錢。你非常有錢，那又怎麽樣？我認為力量在於真理：誰拥有真理，誰就更強大。」

## 分析
語言學博士尤里·拉濟諾夫寫道：「阿列克谢·巴拉巴诺夫的電影《兄弟2》中的『新俄羅斯故事』的英雄丹尼拉以強有力的方式向他的海外同事灌輸了『力量在於真理』。當然，真理的力量在於它的直接性。拉濟諾夫認為，這表明了「真理的直接和固執的風格」，「事實證明，它比謬論的迴避和狡猾的方式更有力量。」這位語言學家寫道：「史詩般的真理與謬論的曲線相交、斷裂並彎曲成一條弧線。」研究人員認為，俄羅斯歷史的悖論在於，「力量在於真理」的論點僅是字面上的，而實際上承認了與之相反的順序——「強權就是真理。」

## 政治場合
俄羅斯右翼事業黨將這句臺詞作為其政治標語：「力量在於真理。拥有真理者更強大。」
俄羅斯聯邦共產黨使用的標語是「我們的力量在於真理」。
2022年俄羅斯入侵烏克蘭期間，俄軍車輛上畫著「Z」、「V」、「O」等符號。俄羅斯國防部於3月3日解釋稱，「V」字的含義是「力量在於真理」或「任務將會完成」（Задача будет выполнена）的意思。由於這層象徵意義，「Z」、「V」、「O」等符號以及乔治丝带在摩爾多瓦、立陶宛、拉脫維亞、哈萨克斯坦等國被禁止使用。